# Vølundsgade
Vølundsgade er en gade på Ydre Nørrebro i Mimersgadekvarteret. Vølundsgade løber fra Tagensvej til Nannasgade, hvor den fortsætter nogle få opgange under navnet Vulkangade.
Gaden er opkaldt (1904) efter smeden i den nordiske mytologi. Vølund er en smed, som lemlæstes i fangenskab, men han undslipper ved at smede sig vinger og hævner sig. Vølundgade hed indtil 1904 Lokesgade. Grunden til at den skiftede navn er sandsynligvis at Loke betragtes som en skadevoldende gudeskikkelse i den nordiske mytologi.
Vølundsgade er en ret stille gade, med boligbyggeri i 4-5 etager med fine altaner og balkoner. Der er en enkelte forretninger i gade- og kælderniveau.
Vølundsgade rummer stort kun beboelse, frisøren for enden af gaden vender ud mod Tagensvej. Gaden har nydt godt af højkonjunkturerne og fremstår som ret nymalet. Der er en lille plads, nærmest en udposning af gaden omkranset af fire opgange 14A-16B, med træer, buske, bænke og borde. Og de allestedsnærværende cykler selvfølgelig. Nr. 15-30 er af samme bygherre, men de forskellige ejere har sat hver deres præg i løbet af 100 år, så det fremstår meget varieret i farvevalg, vinduer og altaner.
I en kort årrække omkring 1910 lå ”Københavns Gips- og Cementstøberi” i nr. 20. Det vil sige at det er muligt at noget af pynten på husene ikke er importeret fra Tyskland – hvilket var det gængse – men i stedet faktisk er produceret lokalt.
Bemærk også den meget høje udnyttelsesgrad i baggården op til Holger Petersens fabrik. Det er lidt usædvanlig for brokvarterernes baggårde at være delvis pudset i lyse farver og ikke i rå mursten. Den lyse puds giver meget lys.
Nr. 1-11: Bemærk de flotte våbenskjolde i de tre runde frontoner.
Stort set alle husene på Vølunds vestlige side er tildelt høj bevaringsværdi.